# Östmansfjärden
Östmansfjärden är en fjärd i Finland. Den ligger i landskapet Österbotten, i den västra delen av landet, 400 km nordväst om huvudstaden Helsingfors.
Östmansfjärden ligger mellan Storskär i väster och Svartholmen i öster. Den ansluter till Storfjärden i norr och Strömmen i söder.